# Fort Wright
Fort Wright és una població dels Estats Units a l'estat de Kentucky. Segons el cens del 2000 tenia 5.681 habitants.

## Demografia
Segons el cens del 2000, Fort Wright tenia 5.681 habitants, 2.430 habitatges, i 1.569 famílies. La densitat de població era de 633,9 habitants/km².
Dels 2.430 habitatges en un 25,9% hi vivien nens de menys de 18 anys, en un 52,8% hi vivien parelles casades, en un 8,7% dones solteres, i en un 35,4% no eren unitats familiars. En el 30,9% dels habitatges hi vivien persones soles el 10,5% de les quals corresponia a persones de 65 anys o més que vivien soles. El nombre mitjà de persones vivint en cada habitatge era de 2,34 i el nombre mitjà de persones que vivien en cada família era de 2,97.
Per edats la població es repartia de la següent manera: un 21,5% tenia menys de 18 anys, un 7,5% entre 18 i 24, un 30,9% entre 25 i 44, un 24,6% de 45 a 60 i un 15,5% 65 anys o més.
L'edat mediana era de 39 anys. Per cada 100 dones de 18 o més anys hi havia 89,8 homes.
La renda mediana per habitatge era de 52.394 $ i la renda mediana per família de 62.464 $. Els homes tenien una renda mediana de 46.736 $ mentre que les dones 35.220 $. La renda per capita de la població era de 27.448 $. Entorn del 3,9% de les famílies i el 3,9% de la població estaven per davall del llindar de pobresa.

## Poblacions més properes
El següent diagrama mostra les poblacions més properes.